# Peribatodes consimilaria
Peribatodes consimilaria är en fjärilsart som beskrevs av Philip Miller. Peribatodes consimilaria ingår i släktet Peribatodes och familjen mätare. Inga underarter finns listade i Catalogue of Life.